# Ивтелерадио (телерадиокомпания)
Государственная телевизионная и радиовещательная компания «Ивтелерадио» — филиал ФГУП «Всероссийская государственная телевизионная и радиовещательная компания» в Ивановской области.

## История

### Радио
11 июня 1925 года НКПТ СССР на средних волнах в рамках радиостанции Первая программа запустил радиостанцию Ивановского радио. В 1933 году был создан Комитет по радиоинформации и радиовещанию при Ивановском областном исполнительном комитете советов рабочих, крестьянских и красноармейских депутатов (Ивановский радиокомитет) путём выделения Ивановского радио из НКПТ. В 1936 году из Ивановского радиокомитета был выделен Ярославский радиокомитет, в 1944 году - Костромской и Владимирский радиокомитеты. До появления Ивановского телевидения Ивановское радио было единственным электронным СМИ в Ивановской области

### Телевидение
В 1958 году началось телевещание программ ЦТ через Ивановскую телерадиовышку. Изначально вещание программ производилось в чёрно-белом изображении, но к концу 1970-х годов было налажено полноценное регулярное вещание программ ЦТ. В 1980-х годах телевещание в Ивановской области перешло на цветное вещание в формате SECAM. В 1990 начались тестовые показы Ивановского телевидения на Второй программе ЦТ, в основном сюжеты, рассказывающие о жизни Иваново и Ивановской области (такие как, сюжет о памятниках архитектуры области в 1989 году, сюжет о праздновании Дня города Иваново 27 мая 1990 года и сюжет о визите премьера Нижней Саксонии Герхарда Шрёдера в Шую в январе 1991 года). 26 мая 1991 года начался полноценное вещание Ивановского телевидения, началось вещание с первых слов диктора Людмилы Орловой "Уважаемые телезрители! Вас приветствует коллектив Ивановского телевидения! Мы начинаем наше телевизионное вещание для жителей нашей области" и первая информационная программа "Панорама", выходившее в эфире ежемесячно до 1993 года. В июне 1991 года перед первыми президентским выборами в России состоялись дебатами между народным депутатом Съезда народных депутатов Валентином Бакулиным (представляющий интересы Николая Рыжкова) и народного депутата Верховного Совета РСФСР Бориса Большакова (представляющий интересы Бориса Ельцина)
7 февраля 1992 года Комитет по телевидению и радиовещанию Ивановской области был преобразован в ГТРК "Ивтелерадио", в тот же день данная организация была зарегистрирована Министерством печати и массовых коммуникаций Российской Федерации.
С 1992 по 1995 годы Иваново-ТВ осуществляло эфир на Пятом канале. В дальнейшем, до 2003 года осуществлялся эфир телеканала Диарт (также вещавший совместно с ТВЦ и ранее 2х2).
В 1993 году было построено здание ГТРК "Ивтелерадио" на Театральной улице, а в 1994-1995 годах началось трансляция программ в этом здании.
В 2004 году ГТРК «Ивтелерадио» стала филиалом ВГТРК. Сегодня телерадиокомпания «Ивтелерадио» вещает не только в Ивановской области, но и за её пределами.

## Теле- и радиоблоки

###### до 2007 года
- Радио-Иваново
- Радиоканал "Эхо" (до 2002 года)
- Творческое объединение "Иваново-ТВ"
- Творческое объединение "Диарт"

###### с 2007 года
- Россия-1 — Иваново
- Россия 24 — Иваново (с 2016 года)
- Радио России — Иваново
- Радио Маяк — Иваново (с 2007 года)
- Вести-FM — Иваново (с 2016 года)

## Программы

### Сейчас выходят

##### Россия-1
- «Вести-Иваново»
- "Утро-Вести. Иваново"
- "Местное время. Воскресенье" (до 2018 года - "Вести-Иваново. События недели")

#### Россия-24
- "Вести-Иваново"
- "Вести. Экономика"
- "Вести. Культура"
- "Вести. Интервью"
- Права человека
- Дежурная часть. Иваново
- Дорожный патруль
- Агровести

### Ранее выходили

#### Россия-1
- Вести. Образование
- Вести. Здоровье
- Право каждого
- Вести. Грани закона
- Резонанс
- Напрямую
- Вузовский вестник
- Учитель на 5+
- Пусть всегда будет мама
- «Солдаты Победы»
- «Агропром. Время перемен»
- «По золотому кольцу...»
- Провинциальные истории

#### Россия-24
- "Вести. Реплика"
- Городская среда
- Спецы